# Peter van Lier
Peter van Lier (Eindhoven, 23 december 1960) is een Nederlandse dichter. Hij studeerde filosofie aan de Universiteit van Amsterdam, maar besloot zich als dichter en essayist verder te ontwikkelen. Zijn werk verscheen onder meer in: Nieuw Wereldtijdschrift, Optima, De Zingende Zaag, De Gids, De Vlaamse Gids, Tirade, Yang, nY, Raster, De Revisor, DW B, CDV, Roodkoper, Brabant Cultureel, Het Liegend Konijn, Kluger Hans, G., Poëziekrant en Parmentier.

## Prijzen
- 1996 - Poëzieprijs van De Vlaamse Gids voor 'Miniem gebaar'
- 1999 - Jan Campert-prijs voor 'Gegroet o...'